# Naho Satō
Naho Satō (jap. 佐藤 南帆 Satō Naho; * 23. Januar 2001) ist eine japanische Tennisspielerin.

## Karriere
Naho Satō spielt überwiegend Turniere auf der ITF Women’s World Tennis Tour, bei der sie bislang fünf Titel im Einzel und 16 im Doppel gewonnen hat.
2017 erreichte sie bei den Australian Open im Juniorinneneinzel die zweite Runde und mit Partnerin Chen Pei-hsuan im Juniorinnendoppel das Achtelfinale. Auch im Juniorinnendoppel der French Open erreichen die beiden das Achtelfinale. Bei den US Open erreichte sie im Juniorinneneinzel das Achtelfinale ebenso wie im Juniorinnendoppel mit Chen Pei-hsuan. Gemeinsam gewannen sie im gleichen Jahr auch das J1 Repentigny und J1 Santa Croce sull’Arno im Juniorinnendoppel.

2018 erreichte sie bei den Australian Open im Juniorinneneinzel das Viertelfinale und zusammen mit ihrer Partnerin Yūki Naitō im Juniorinnendoppel das Halbfinale. Bei den French Open scheiterte sie im Juniorinneneinzel bereits in der ersten Runde, erreichte aber mit Partnerin Yūki Naitō im Juniorinnendoppel das Finale, das sie gegen Caty McNally und Iga Świątek verloren. In Wimbledon erreichte sie im Juniorinneneinzel das Achtelfinale, ebenso wie im Juniorinnendoppel mit Partnerin Yūki Naitō. Bei den US Open erreichte sie im Juniorinneneinzel das Viertelfinale und im Juniorinnendoppel zusammen mit Alexa Noel ebenso das Viertelfinale. Gemeinsam gewannen die beiden auch das J1 Charleroi-Marcinelle im Juniorinnendoppel. Mit Anri Nagata gewann sie den Titel im Juniorinnendoppel beim J1 Beaulieu-sur-Mer und den Titel im Juniorinneneinzel beim J1 Sarawak. Bei den Olympischen Jugend-Sommerspielen 2018 gewann sie im Doppel zusammen mit Yūki Naitō die Silbermedaille und im Mixed zusammen mit Naoki Tajima die Goldmedaille.
2019 gewann sie bei der Sommer-Universiade die Goldmedaille im Dameneinzel und mit der Mannschaft sowie die Bronzemedaille im Damendoppel.

## Turniersiege

### Einzel
| Nr. | Datum             | Turnier      | Kategorie   | Belag     | Finalgegnerin         | Ergebnis       |
| --- | ----------------- | ------------ | ----------- | --------- | --------------------- | -------------- |
| 1.  | 18. November 2018 | Antalya      | ITF $15.000 | Sand      | Oana Georgeta Simion  | 3:6, 6:4, 7:63 |
| 2.  | 19. Juni 2022     | Chiang Rai   | ITF W15     | Hartplatz | Mananchaya Sawangkaew | 6:4, 6:2       |
| 3.  | 5. März 2023      | Monastir     | ITF W15     | Hartplatz | Wu Meixu              | 0:6, 6:4, 6:1  |
| 4.  | 12. März 2023     | Monastir     | ITF W15     | Hartplatz | Paris Corley          | 2:6, 6:4, 6:0  |
| 5.  | 10. März 2024     | Kuala Lumpur | ITF W15     | Hartplatz | Yuan Chengyiyi        | 6:4, 6:3       |

### Doppel
| Nr. | Datum              | Turnier             | Kategorie   | Belag     | Partnerin              | Finalgegnerinnen                       | Ergebnis         |
| --- | ------------------ | ------------------- | ----------- | --------- | ---------------------- | -------------------------------------- | ---------------- |
| 1.  | 10. Februar 2018   | Manacor             | ITF $15.000 | Sand      | Yukina Saigō           | Alexandra Perper Lisa Ponomar          | 3:6, 7:5, [10:8] |
| 2.  | 18. November 2018  | Antalya             | ITF $15.000 | Sand      | Lisa Ponomar           | Ioana Gaspar Oana Georgeta Simion      | 6:4, 6:2         |
| 3.  | 7. März 2020       | Yokohama            | ITF W25     | Hartplatz | Robu Kajitani          | Erina Hayashi Kanako Morisaki          | 1:6, 6:4, [10:8] |
| 4.  | 7. August 2021     | Frederiksberg       | ITF W15     | Sand      | Priska Madelyn Nugroho | Wiktorija Dema Ani Wangelowa           | 6:0, 6:1         |
| 5.  | 12. März 2022      | Antalya             | ITF W25     | Sand      | Funa Kozaki            | Marie Benoît Nicoleta-Cătălina Dascălu | 6:2, 6:4         |
| 6.  | 18. Juni 2022      | Chiang Rai          | ITF W15     | Hartplatz | Anri Nagata            | Liu Fangzhou Xun Fangying              | 6:2, 6:4         |
| 7.  | 12. November 2022  | Yokohama            | ITF W25     | Hartplatz | Saki Imamura           | Han Na-lae Mai Hontama                 | 6:4, 4:6, [10:5] |
| 8.  | 25. Februar 2023   | Monastir            | ITF W15     | Hartplatz | Leonie Küng            | Eleni Christofi Paris Corley           | 6:2, 6:1         |
| 9.  | 4. März 2023       | Monastir            | ITF W15     | Hartplatz | Liu Fangzhou           | Eleni Christofi Paris Corley           | 6:4, 6:1         |
| 10. | 7. Oktober 2023    | Cairns              | ITF W25     | Hartplatz | Yūki Naitō             | Lizette Cabrera Maddison Inglis        | 4:6, 6:3, [10:2] |
| 11. | 17. Februar 2024   | Nakhon Si Thammarat | ITF W35     | Hartplatz | Peangtarn Plipuech     | Feng Shuo Zheng Wushuang               | 6:1, 4:6, [10:7] |
| 12. | 2. März 2024       | Traralgon           | ITF W35     | Hartplatz | Yūki Naitō             | Destanee Aiava Tenika McGiffin         | 6:1, 6:3         |
| 13. | 27. Juli 2024      | Figueira da Foz     | ITF W100    | Hartplatz | Sayaka Ishii           | Madeleine Brooks Sarah Beth Grey       | 7:61, 7:5        |
| 14. | 28. September 2024 | Nanao               | ITF W50     | Teppich   | Aoi Ito                | Momoko Kobori Ayano Shimizu            | 6:1, 6:3         |
| 15. | 21. Dezember 2024  | Navi Mumbai         | ITF W50     | Hartplatz | Kanako Morisaki        | Riya Bhatia Zeel Desai                 | 4:6, 6:3, [10:7] |
| 16. | 5. April 2025      | Kashiwa             | ITF W15     | Hartplatz | Ku Yeon-woo            | Eri Shimizu Kisa Yoshioka              | 6:2, 6:4         |